# Ото Дилс
 Ото Паул Херман Дилс (на немски: Otto Paul Hermann Diels) е немски химик, носител на Нобелова награда за химия през 1950 година заедно с ученика си Курт Алдер за откриването на Дилс-Алдеровата реакция.

## Биография
Роден е на 23 януари 1876 година в Хамбург, Германия. Следва химия в Университет „Фридрих-Вилхелм“ (днешния Хумболтов университет на Берлин) при Емил Фишер и завършва през 1899 година, след което става професор през 1915 г. След една година се мести в университета в Кил, където остава като професор и ръководител на института по химия до 1945 г. През 1952 г. е награден с Големия Федерален кръст за заслуги на Германия.
Умира на 7 март 1954 година в Кил на 78-годишна възраст.